# Читагонг
Читагонг (бенг. চট্টগ্রাম, Chôţţogram) је град у Бангладешу. На површини од 209,66 km², према попису из 2007. године, живи 3.858.093 становника, што га чини другим по величини градом у Бангладешу, одмах после Даке.